# ميتال بديل
الميتال البديل، (بالإنجليزية: Alternative metal)‏، يعرف أيضا بألت-ميتال (بالإنجليزية: Alt-metal)‏ أو هارد ألتيرناتيف (بالإنجليزية: Hard alternative)‏ هو نوع موسيقي فرعي من موسيقى الروك وموسيقى الميتال مع تأثيرات من النوع الرئيسي الروك البديل، وأنواع موسيقية أخرى غير متلائمة بشكل عادي مع موسيقى الميتال. تتميز فرق الميتال البديل في كثير من الأحيان بغيتار المقاطع الموسيقية الثقيلة بدون غناء، والمقاطع الغنائية المرتبطة باللحن، وفي بعض الأحيان تكون المقاطع الغنائية مع صراخ. وتتميز أيضا بأصوات غير تقليدية مع أنواع ثقيلة أخرى من الميتال، وبنى الأغنية غير تقليدية وفي بعض الأحيان بنمط الإكسبيريمنتال قريبة من الهيفي ميتال. دخل هذا النوع في نطاق الاستعمال في الثمانينات، وبدأ ظهوره في التسعينات.